# 언더더씨 (영화)
《언더더씨》(영어: Fishtales)는 2016년 공개된 미국의 애니메이션 영화이다.

## 줄거리
어메이징! 아쿠아월드!! 바닷속 친구들과 함께 떠나는 신비의 세계!
깊고 깊은 바닷속 세계.
똑똑한 아귀 엔지, 수줍은 복어 포포, 말썽쟁이 문어 올리는
호기심 많고 숨바꼭질이 취미인 단짝 친구들이다.
어느 날, 그들이 사는 마을에 무시무시한 상어가 나타나고
그 바람에 같이 놀던 문어 올리가 사라져버린다.
갑자기 사라진 올리를 구하기 위해
용감한 가오리 레이의 도움을 받아
함께 넓고 머나먼 바닷속 모험을 떠나는 친구들.
느릿느릿 바다거북, 말랑말랑 해파리, 알록달록 산호에
수천 년 잠자고 있는 보물선까지...
바닷속 세계는 온갖 신기한 것들로 가득한데....
과연 친구들은 난생 처음 떠난 모험 속에서 친구 올리를 구해
무사히 집으로 돌아 올 수 있을까?
귀여운 바닷속 친구들과 함께 떠나는 신비의 세계!
신비한 해저세계로 떠나는 리얼한 바다 왕국 대 모험!
짜릿하고 환상적인 해양 어드벤처가 눈 앞에 생생하게 펼쳐진다.

## 배역
- 김연우 - 엔지 역
- 황창영 - 레이 역
- 김경희 - 포포 역
- 이현 - 터틀맨 역